# دوبروتسی (استان گابرووو)
دوبروتسی (به بلغاری: Dobrevtsi) یک منطقهٔ مسکونی در بلغارستان است که در تریاونا واقع شده‌است.